# Theo Fitzau
Theo Fitzau (n. 10 februarie 1923, Köthen (Anhalt), Statul Liber Anhalt – d. 18 martie 1982, Groß-Gerau, Republica Federală Germania) a fost un pilot de Formula 1. De-a lungul carierei a luat startul în 1 cursă, niciuna din pole-position. Nu a câștigat nicio cursă și nu a terminat niciodată pe podium, acumulând 0 puncte în întreaga activitate ca pilot de Formula 1.